# Радіоізотопні аналізатори

Радіоізотопні аналізатори. Принцип роботи оснований на залежності поглинання або розсіювання гамма-випромінювання від складу контрольованої речовини. Для м’якого гамма-випромінювання існує досить сильна залежність масового коефіцієнта послаблення від речовинного складу поглинача. На цьому принципі працює аналізатор, показаний на рис. 1
Аналізатор містить джерело м’якого гамма-випромінювання (1), розташоване в контейнері (2), блок детектування (4), перетворювач (Пр) і вимірювальний прилад (ВП). Один з недоліків даної схеми – залежність показів приладу від товщини шару (d) контрольованого матеріалу. Для ліквідації цієї залежності деякі аналізатори містять коректуючу схему, що включає додаткове джерело жорсткого гамма-випромінювання і компенсує вплив товщини шару матеріалу.
При речовинному аналізі матеріалу в рідких середовищах розроблена схема, наведена на рис. 1 б. Тут використано принцип залежності густини потоку енергії йонізуючого випромінювання, розсіяного контрольованим середовищем, від речовинного складу середовища. Схема містить ті ж елементи, що і розглянута вище, додано коліматор (5) і свинцевий екран, що покриває блок випромінювання (на схемі не показаний). У залежності від вмісту в середовищі контрольованих елементів з високими атомними номерами змінюється густина потоку енергії випромінювання, розсіяного під певним кутом.
На цьому принципі працюють деякі автоматичні золоміри вугілля в потоці, наприклад, золоміри РКПТ-2, ВСКЗ-2, розроблені в ДонВУГІ